# Daniel Pudil
Daniel Pudil (né le 27 septembre 1985) est un footballeur international tchèque.
Il évolue comme milieu de terrain à Sheffield Wednesday.

## Biographie

### En club
Daniel Pudil est un talentueux ailier gauche né et formé à Prague. 
Il n'est cependant pas conservé par son club formateur et rejoint en 2005 le  FC Slovan Liberec
Il a explosé lors de son retour en prêt au Slavia Prague au cours de la saison 2007/2008 (21 matchs, 6 buts).
Il aurait dû participer à l'Euro 2008 avec son équipe nationale, mais une blessure à la main l'en a empêché. Cette blessure aurait été contractée dans un bar selon la presse tchèque.
À la suite de cet incident le Slavia Prague décide de ne pas lever l'option d'achat sur le joueur qui doit également quitter le Slovan Liberec. Daniel Pudil s'engage alors avec le club Genk le 1er juillet 2008.
Après trois ans et demi en Belgique, le 17 janvier 2012, le joueur signe un contrat de trois ans et demi avec le club espagnol de Granada. Il ne commencera cependant à jouer avec le club qu'à partir du 1er juillet 2012, après un prêt de six mois au club italien de Cesena.
Le 5 juillet 2013 il rejoint le Watford Football Club.
Le 29 août 2015, il est prêté à Sheffield Wednesday.
Le 28 juillet 2016, il s'engage avec Sheffield Wednesday.
A l'issue de la saison 2018-2019, il est libéré par Sheffield Wednesday. 

### En sélection
Il est retenu par le sélectionneur Pavel Vrba dans la liste des 23 joueurs pour disputer l'Euro 2016. Il s'agit de son seul tournoi majeur disputé avec la sélection.

## Palmarès
- Slovan Liberec
  - Championnat de République tchèque
    - Champion : 2006
- Slavia Prague
  - Championnat de République tchèque
    - Champion : 2008
- KRC Genk
  - Championnat de Belgique
    - Champion : 2011

  - Coupe de Belgique
    - Vainqueur : 2009

  - Supercoupe de Belgique
    - Vainqueur : 2011
- Watford FC
  - Football League Championship (D2)
    - Vice-champion : 2015